# Jelena Afanasjeva
Jelena Aleksandrovna Afanasjeva (Russisch: Елена Афанасьева), geboren als Jelena Vlasova (Russisch: Елена Власова), (Koelebaki, 1 mei 1967) is een voormalige Russische atlete, die haar sportcarrière in de Sovjet-Unie begon. In 1998 werd ze Europees kampioene op de 800 m.

## Biografie

### Loopbaan door huwelijk onderbroken
In 1988 liep Afanasjeva - toen nog onder haar geboortenaam Vlasova - een tijd van 1.57,77. Na haar huwelijk en een pauze keerde ze in 1991 naar de atletiekbaan terug. Haar eerste internationale medaille behaalde ze in 1992, toen ze voor het GOS op de Europese indoorkampioenschappen in Genua uitkwam. In een tijd van 2.00,69 won ze op de 800 m een bronzen medaille achter de Roemeense Ella Kovacs (goud) en haar landgenote Inna Jewsejeva (zilver). Een jaar later behaalde ze op de wereldindoorkampioenschappen in Toronto op dit nummer een vierde plaats in 2.01,87. Op de wereldkampioenschappen van 1993 in Stuttgart werd ze in de voorronde uitgeschakeld.

### Wereldindoorrecord
Op 4 februari 1994 liep ze in Moskou met de Russische estafetteploeg, bestaande uit Olga Koeznetsova, Jelena Afanasjeva, Olga Zajtseva en Jekaterina Podkopajeva, op de 4 x 800 m estafette een wereldindoorrecord van 8.18,71. Deze tijd werd pas in 2007 verbeterd. Op de WK indoor van 1995 in Barcelona won ze zilver op de 800 m in 1.59,79 achter Maria Mutola uit Mozambique. 
Outdoor veroverde ze in 1995 voor de eerste maal een Russische titel. In de halve finale van de wereldkampioenschappen van 1995 in Göteborg werd ze echter al in de halve finale uitgeschakeld. Op de Olympische Spelen van 1996 in Atlanta behaalde ze wel de finale en evenaarde in de halve finale haar acht jaar oude persoonlijke record. In de finale werd ze vijfde in 1.59,57.

### Europees kampioene
In 1997 behaalde Afanasjeva voor de eerste maal een finale op een WK. In Athene liep ze op de 800 m een tijd van 1.57,56, waarmee ze tweede werd achter de Cubaanse Ana Fidelia Quirot. Op de finish had Afanasjeva slechts drie honderdste van een seconde voorsprong op de nummer drie Maria Mutola. Een week na de WK verbeterde ze bij een meeting in Zürich haar persoonlijk record naar 1.56,61. Dit record zou ze hierna niet meer verbreken.
In 1998 won ze voor de tweede maal de Russische titel. Op de EK van 1998 in Boedapest was ze de sterkste loopster van het veld. Met een tijd van 1.58,50 versloeg ze de Zweedse Malin Ewerlöf (zilver) en de Oostenrijkse Stephanie Graf (brons). Haar laatste grote internationale wedstrijd waren de WK indoor van 2001 in Lissabon. Hier werd ze vijfde in 2:02,17.

### Europees record
Op 11 februari 2007 verbeterde ze in Wolgograd met haar teamgenotes Olga Koeznetsova, Olga Zajtseva en Jekaterina Podkopajeva het Europese record op de 4 x 800 m estafette naar 8.18,54.
Jelena Afansjeva is aangesloten bij Dynamo Moskva.

## Titels
- Europees kampioene 800 m - 1998
- Sovjet indoorkampioene 800 m - 1992
- Russisch kampioene 800 m - 1995, 1998
- Russisch indoorkampioene 800 m - 1995, 2001

## Persoonlijke records
| Onderdeel | Prestatie | Datum            | Plaats  |
| --------- | --------- | ---------------- | ------- |
| 800 m     | 1.56,61   | 13 augustus 1997 | Zürich  |
| 1000 m    | 2.34,60   | 28 augustus 1998 | Brussel |
| 1500 m    | 4.07,8    | 1988             |         |

## Prestaties

### Kampioenschappen
| Jaar | Wedstrijd         | Plaats            | Resultaat | Tijd    |
| ---- | ----------------- | ----------------- | --------- | ------- |
| 1992 | IAAF wereldbeker  | Havana            | 3e        | 2.02,19 |
| 1992 | EK indoor         | Genua             | 3e        | 2.00,69 |
| 1993 | WK indoor         | Toronto           | 4e        | 2.01,87 |
| 1995 | WK indoor         | Barcelona         | 2e        | 1.59,79 |
| 1995 | Europacup A       | Villeneuve-d'Ascq | 1e        | 1.59,26 |
| 1996 | OS                | Atlanta           | 5e        | 1.59,57 |
| 1997 | Europacup A       | München           | 1e        | 1.59,93 |
| 1997 | WK                | Athene            | 2e        | 1.57,56 |
| 1997 | Grand Prix Finale | Fukuoka           | 4e        | 2.00,07 |
| 1998 | EK                | Boedapest         | 1e        | 1.58,50 |
| 1998 | IAAF Wereldbeker  | Johannesburg      | 2e        | 2.00,20 |
| 2001 | WK indoor         | Lissabon          | 5e        | 2.02,17 |

### Golden League-podiumplekken
| Jaar | Wedstrijd   | Plaats | Resultaat | Tijd    |
| ---- | ----------- | ------ | --------- | ------- |
| 1998 | Golden Gala | Rome   | 1e        | 1.57,68 |
| 1998 | Herculis    | Monaco | 1e        | 1.56,63 |